# Gemeiner Goldregen
Der Gemeine Goldregen (Laburnum anagyroides), auch Gewöhnlicher Goldregen genannt, ist eine stark giftige Pflanzenart aus der Gattung Goldregen  (Laburnum) innerhalb der Familie der Hülsenfrüchtler (Fabaceae).

## Beschreibung

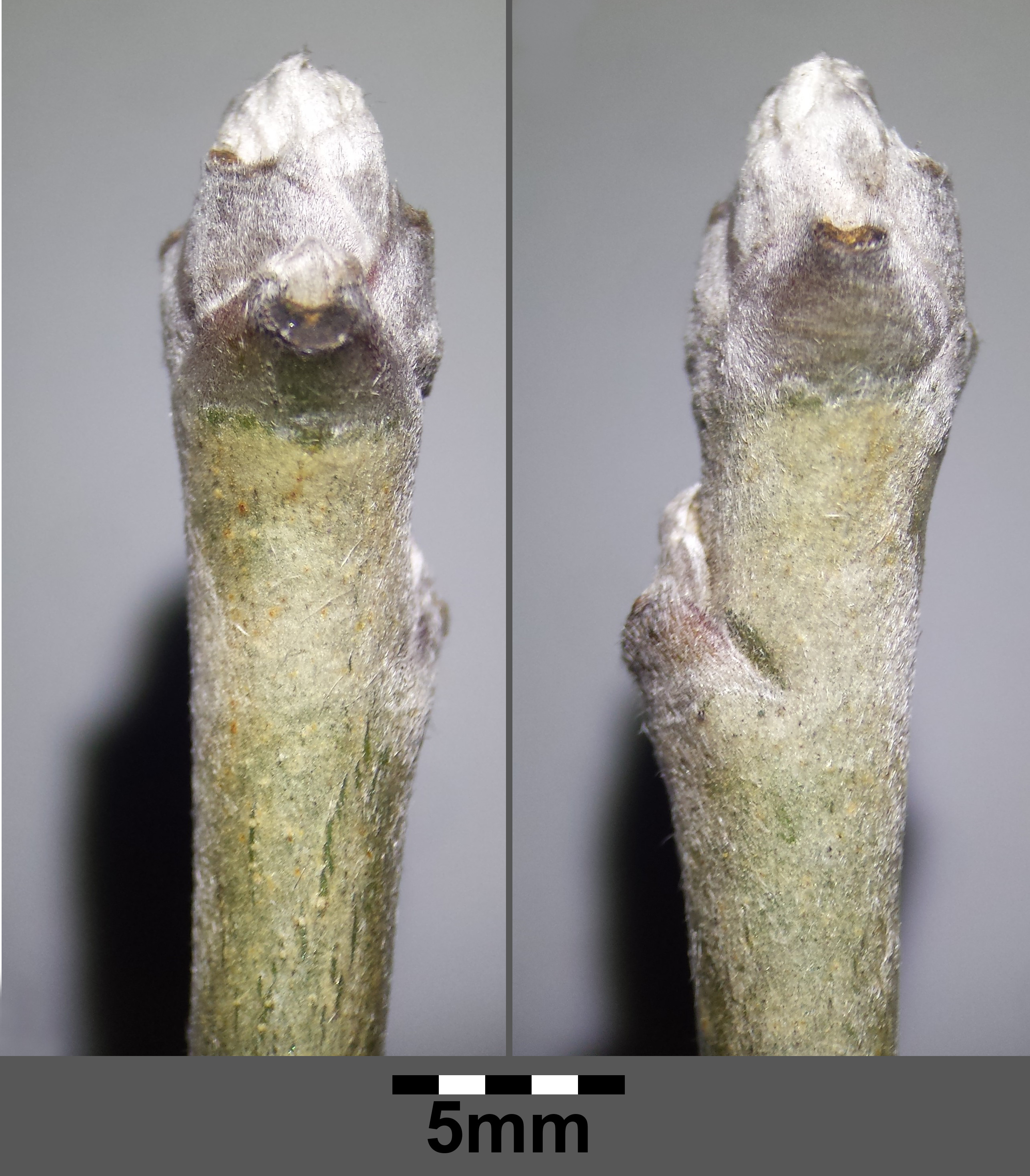
Winterknospen

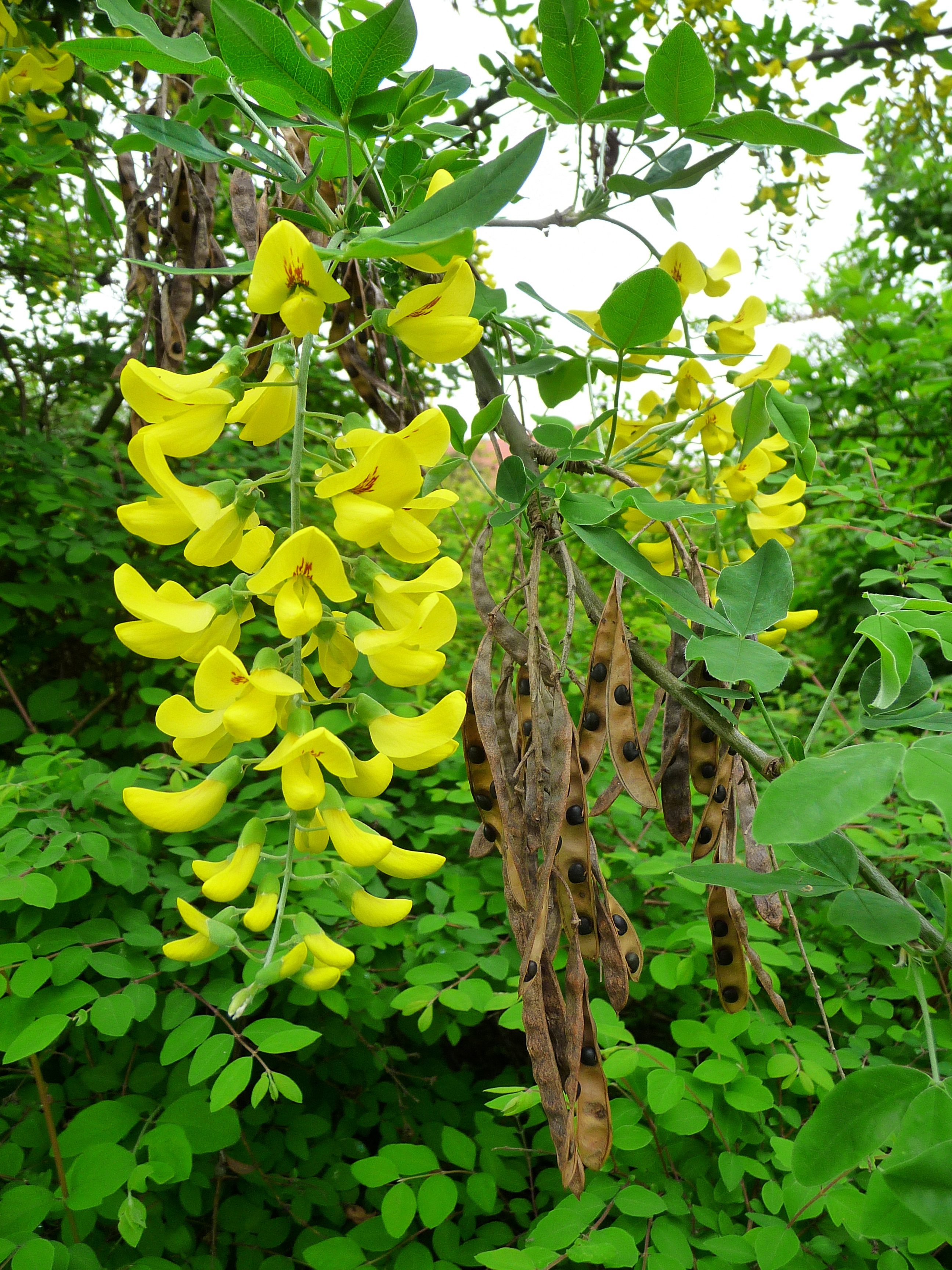
Blütenstände und Früchte

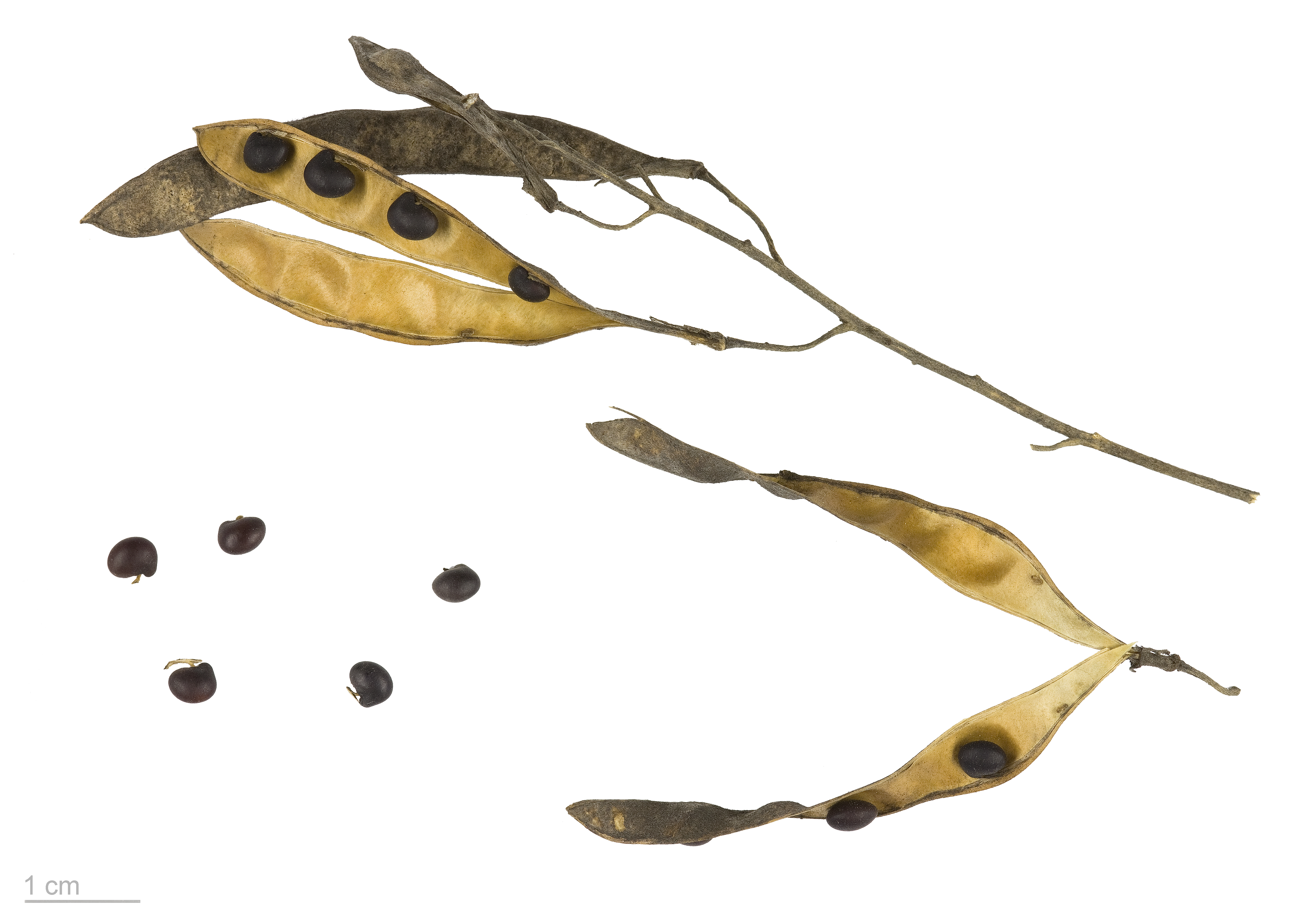
Früchte und Samen

### Vegetative Merkmale
Der Gewöhnliche Goldregen wächst als sommergrüner Strauch oder kleiner Baum und erreicht Wuchshöhen von bis zu 7 Meter. Die grünen, wechselständig angeordneten Laubblätter sind in Blattstiel und -spreite gegliedert. Der lange Blattstiel ist dicht angedrückt behaart. Die Blattspreite ist dreizählig gefingert mit kurz gestielten, ganzrandigen Blättchen. Die eiförmige bis verkehrt-eiförmige oder elliptische Blättchenspreite ist unterseits auf den Mitteladern behaart. Die Blättchen sind abgerundet bis stumpf oder spitz und oft feinstachelspitzig. Sie sind 22 bis 90 Millimeter lang und 16 bis 45 Millimeter breit. Die Nebenblätter sind 2,5 bis 5 Millimeter lang.

### Generative Merkmale
Die Blütezeit reicht von April bis Juni. In hängenden, recht langen und lockeren Trauben befinden sich 18 bis 45  resupinierte Blüten. Die Blütentrauben sind anfangs aufrecht; wenn sie sich später senken, verdrehen sich die Blütenstiele, sodass die Fahne wieder nach oben kommt. Die schwach duftenden, schlank gestielten und zwittrigen, protandrischen, also vormännlichen, Schmetterlingsblüten sind zygomorph und fünfzählig mit doppelter Blütenhülle. Die fünf Kronblätter sind gelb. Der Kelch ist 6 bis 7 Millimeter lang. Die 10 Staubblätter sind einbrüderig verwachsen.
Die Hülsenfrüchte mit bleibendem Kelch sind länglich, flach, bis zu 4 bis 7 Zentimeter lang, 7 bis 9 Millimeter breit und zwischen den Samen eingeschnürt. Die 2 bis 3 (bis 6) bohnenförmigen Samen sind ungefähr 4–5 Millimeter groß, schwarz und glänzend. Die Früchte bleiben über den Winter an der Pflanze (Wintersteher).
Die Chromosomenzahl beträgt 2n = 48.

## Ökologie
Der Gewöhnliche Goldregen wird nur 20 bis 30 Jahre alt. Die Äste sind mit einer Korkschicht als Periderm umgeben; es wird keine Borke gebildet. Es liegt VA-Mykorrhiza vor und in Wurzelknöllchen wird Luftstickstoff assimiliert.
Blütenökologisch handelt es sich um Pollen-Schmetterlingsblumen mit Klappmechanismus. Da kein Nektar angeboten wird, sind die Staubblätter zu einer Röhre verwachsen; die Blüten besitzen aber ein anbohrbares Gewebe. Bestäuber sind Bienen und Käfer.
Die Hülsenfrüchte springen bei Trockenheit, d. h. Xerochasie, auf und verbreiten ihre Samen als Selbststreuer. Ihre Streuweite beträgt mehrere Meter; sie sind Wintersteher. Die Rollsamen haben Fettes Öl als Nährstoffvorrat. Die Fruchtreife erstreckt sich von August bis September.

## Vorkommen
Laburnum anagyroides kommt im südlichen Mittel- und Osteuropa vor. Die Art gedeiht in Südosteuropa in der Pflanzengesellschaft des Orno-Ostryetum und kommt in Mitteleuropa vor allem im Quercetum pubescenti-petraeae vor. Sein Verbreitungsgebiet umfasst die Länder Frankreich, Italien, Deutschland, Österreich, die Schweiz, Ungarn, die frühere Tschechoslowakei und Jugoslawien, Albanien und Rumänien. In Spanien, Großbritannien, Osteuropa, Bulgarien, Argentinien, Neuseeland und auf dem indischen Subkontinent ist die Art ein Neophyt. Die Art steigt im Tessin bis 1970 Meter und in Judikarien bis 2000 Meter Meereshöhe auf.
Der Goldregen gedeiht in der Schweiz an Felsen, in lichten Flaumeichenwäldern des Verbands Quercion pubescentis und in Hopfenbuchenwäldern des Verbands Orno-Ostryon. Die ökologischen Zeigerwerte nach Landolt et al. 2010 sind in der Schweiz: Feuchtezahl F = 2+ (frisch), Lichtzahl L = 3 (halbschattig), Reaktionszahl R = 4 (neutral bis basisch), Temperaturzahl T = 4+ (warm-kollin), Nährstoffzahl N = 3 (mäßig nährstoffarm bis mäßig nährstoffreich), Kontinentalitätszahl K = 3 (subozeanisch bis subkontinental).

## Giftigkeit
Alle Pflanzenteile des Goldregens sind sehr giftig, besonders die Samen. Die Samen enthalten bis zu 3 % des stark giftigen Chinolizidinalkaloids Cytisin, in den Blüten sind ungefähr 1 % des Giftstoffes enthalten, die Blätter enthalten etwa 0,5 % Cytisin. Der Gehalt kann jahreszeitlich bedingt schwanken. Neben dem Hauptalkaloid Cytisin wurden auch N-Methylcytisin und Pyrrolizidinalkaloide wie z. B. Laburnin nachgewiesen. Für den Menschen gelten 3 bis 4 unreife Hülsenfrüchte, 15 bis 20 Samen oder 10 Blüten als tödlich.
Bei Vergiftungen mit Goldregen tritt zunächst ähnlich wie bei Nikotin eine zentrale Erregung auf. Diese geht später in eine Dämpfung von ZNS und Sympathikus über. Symptome sind Übelkeit, Salivation, Magenschmerzen und Schweißausbrüche. Häufig kommt es sehr schnell nach oraler Aufnahme zu heftigem Erbrechen. Daher sind Vergiftungen mit Todesfolge eher selten. Bleibt das Erbrechen aus, so erfolgt der Tod durch Atemlähmung nach heftigen Krämpfen, die in Lähmungen übergehen.
Wegen seiner nikotinartigen Effekte wird Cytisin zur Raucherentwöhnung benutzt.

## Systematik
Die Erstveröffentlichung von Laburnum anagyroides Medik. erfolgte 1787 durch Friedrich Kasimir Medikus in Vorlesungen der Churpfälzischen Physikalisch-Ökonomischen Gesellschaft, Heidelberg, Band 2, Seite 363. Synonyme für Laburnum anagyroides Medik. sind: Cytisus laburnum L. und Laburnum vulgare Bercht. & J.S.Presl.

## Nutzung
Der Gewöhnliche Goldregen wird oft als Zierstrauch verwendet. Schon Valerius Cordus (1515–1544) berichtet, dass die Einwohner Innsbrucks den Kleebaum in ihre Gärten verpflanzen.
Es wurden einige Sorten gezüchtet, hier eine Auswahl: ‘Aureum’, ‘Bullatum’, ‘Carlieri’, ‘Chrysophyllum’, ‘Incisum’, ‘Pendulum’, ‘Quercifolium’, ‘Serotinum’, ‘Sessilifolium’, ‘Variegatum’.
Das Holz ist hart und schwer sowie beständig. Es wird für Drechslerarbeiten, aber auch gelegentlich für Möbel und im Musikinstrumentenbau verwendet. Allerdings ist es nur in kleinen Mengen verfügbar. Es ist vergleichbar mit Ebenholz.

## Trivialnamen
Für den Gewöhnlichen Goldregen bestehen bzw. bestanden auch die weiteren deutschsprachigen Trivialnamen: Gäli Akazie (Schweiz), Baumbonen, Bohnenbaum, Falscher Ebenbaum, Deutscher Ebenbaum, Goldregen (Schweiz, Ostfriesland), Hosen und Schoontjes (Ostfriesland), Kleebaum und Markweiden.